# Washburn Lake (Nunavut)
Der Washburn Lake ist ein etwa 255 km² großer See auf Victoria Island im kanadischen Territorium Nunavut.

## Lage
Der Washburn Lake befindet sich im Süden der Insel 130 km nordwestlich von Cambridge Bay. Der etwa 84 m hoch gelegene See hat eine Längsausrichtung in Ost-West-Richtung. Er ist 54 km lang und weist eine maximale Breite von etwa 6 km auf. 4 km weiter westlich befindet sich der Tahoe Lake. Am Ostende des Sees befinden sich zwei kleinere Nebenbecken. Vom Südufer des westlichen dieser beiden Nebenbecken wird der Washburn Lake über einen 27 km langen namenlosen Abfluss zum Surrey Lake entwässert.
Der Washburn Lake befindet sich in einer Tundralandschaft nördlich des Polarkreises. Seine Oberfläche ist während den Wintermonaten gefroren.